# 森の妖精ノーム
『森の妖精ノーム』（もりのようせいノーム、原題：David, el Gnomo）は、スペインのテレビアニメ作品。

## 概要
ヨーロッパの森を舞台とし、そこで暮らすノームの医師デビッド・ロドリゲスとリサ夫婦の生活を描いた、楽しい物語。1985年に全2シーズン（計26話）がスペインのBRB Internacionalによって制作された。
スペインではテレビシオン・エスパニョーラで1985年10月26日から1986年4月19日に放送された。
日本では1991年にNHKの衛星アニメ劇場で放送され、2003年11月6日から同年12月11日までサンテレビジョンで放送された。

## 登場キャラクター
デビッド（David）
日本語吹き替え - 緒方賢一
リサ（Lisa）
日本語吹き替え - 斉藤昌
スイフト（Swift）
日本語吹き替え - 小村哲生
スサーナ（Susan）
日本語吹き替え - 池本小百合

## スタッフ
- 原作・脚本 - ヴィル・ヒュゲイン
- 原画 - リーン・ポールトフリート

## 各話リスト
1. ノーム
2. 小さな魔女
3. イタリアの少女
4. トロルの赤ちゃん
5. 家づくり
6. 結婚式
7. デビッドの休診日
8. ブラック・レイク
9. 妖精の国
10. ジョナサンの決心
11. 魔法の鏡
12. 消えゆく森
13. シベリアからの呼び声
14. 罠にかかったスイフト
15. 三つの願い
16. コスチャの帽子
17. ウサギ救出作戦
18. 届かなかった牛乳
19. 影のない石
20. ツバメ救出作戦
21. コウモリ救出作戦
22. マックスの誕生日
23. オーストラリアへの旅
24. オオカミの子を救え
25. ウィンピーの時計
26. 遠い山への旅立ち